# 杨氏菌属
杨氏菌属（学名：Yangia）是红杆菌科下的一个属。

## 下属物种
本属包括以下物种：
- Yangia mangrovi Verma et al. 2021 [2]
- 太平洋杨氏菌 Yangia pacifica Dai et al., 2006